# توفیق بن عثمان
توفیق بن عثمان (عربی: توفيق بن عثمان؛ زادهٔ ۲۴ مارس ۱۹۳۹) بازیکن و مربی سابق فوتبال اهل تونس است.
از باشگاه‌هایی که در آن بازی کرده‌است می‌توان به باشگاه فوتبال بالمرسی اشاره کرد. وی به‌همراه تیم ملی فوتبال تونس در بازی‌های المپیک تابستانی ۱۹۶۰ شرکت کرده است.